# Szczelinowiec Leleupa
Szczelinowiec Leleupa (Neolamprologus leleupi) – gatunek słodkowodnej ryby z rodziny pielęgnicowatych. Hodowana w akwariach. 
Występowanie: litoral skalny i żwirowy północno-zachodniej części Jeziora Tanganika w Afryce, na głębokości około 40 m.

## Opis
Ciało lekko bocznie spłaszczone, wydłużone, walcowate, pomarańczowo-żółte. Osiąga długość do 10 cm. 
Ryby terytorialne, agresywne (agresja wewnątrzgatunkowa), wyznaczają niewielkie rewiry, których zaciekle bronią. Mogą przebywać z innymi gatunkami tanganikańskimi. W odpowiednio dużych zbiornikach można trzymać więcej osobników pod warunkiem zapewnienia im odpowiedniej liczby szczelin skalnych. W zbyt małych zbiornikach słabsze osobniki zginą. Pływają podobnie jak naskalniki. Dobierają się w pary (gatunek monogamiczny). Za swoją kryjówkę i miejsce rozrodu obierają groty lub szczeliny skalne. Samica składa (zwykle na ścianach lub na sklepieniu kryjówki) do 200 ziaren ikry. Larwy wykluwają się po ok. 3 dniach, a po kolejnych 7 dniach narybek rozpoczyna samodzielne żerowanie. Opieką nad ikrą i narybkiem zajmuje się samica. Samiec broni rewiru przed intruzami.
Dymorfizm płciowy: trudny do uchwycenia.

## Warunki w akwarium
| Zalecane warunki w akwarium | Zalecane warunki w akwarium |
| --------------------------- | --------------------------- |
| Zbiornik                    | minimum 80 cm               |
| Temperatura wody            | 25 – 28 °C                  |
| Twardość wody               | twarda 8 – 25°n             |
| Skala pH                    | 7,5 – 8,5                   |
| Pokarm                      | żywy, mrożony lub suchy     |